# Pyllini
Pyllini  este un oraș în Grecia în prefectura Aetolia-Acarnania.